# Матю Куик
Матю Куик (на английски: Matthew Quick) е американски писател, автор на бестселъри в жанровете съвременен любовен роман и хумористична проза.

## Биография и творчество
Матю Куик е роден на 23 октомври 1973 г. в Камдън, Ню Джърси, САЩ. Израства в Оуклин, Ню Джърси. Учи в гимназия „Колингсууд“ и завършва през 1992 г. Получава бакалавърска степен по английска литература от Университета „Ла Сал“ във Филаделфия през 1996 г. със специалност педагогика, и магистърска степен по английска литература от Колежа „Годар“.
Работи като гимназиален учител в Хадонфилд, Ню Джърси в периода 1998-2004 г. Напуска работата си през 2004 г., за да напише първия си роман, докато живеят в Колингсууд, Ню Джърси, а после и в Масачузетс.
Първият му роман „Наръчник на оптимиста“ е издаден през 2008 г. Главният герой е обикновен човек, страдащ от биполярно разстройство. Той води битки със самия себе си и упорито се старае да стане отново добър, отново като другите. По пътя си открива, че щастието не е продиктувано от житейските обстоятелства, а от това как избираме да ги приемем – действията ни водят до спокойния и смислен начин на живот, за който всеки жадува. Романът става международен бестселър и е номиниран за различни награди. През 2012 г. е екранизиран в много успешния филм „Наръчник на оптимиста“ (Silver Linings Playbook) с участието на Брадли Купър, Дженифър Лорънс (получила Оскар за най-добра женска роля в него) и Робърт Де Ниро.
Женен е за Алисия Бесет, писателка и пианистка. Матю Куик живее със семейството си в на брега на Северна Каролина (Одърс Банкс).

## Произведения

### Самостоятелни романи
- The Silver Linings Play Book (2008)
Наръчник на оптимиста, изд.: ИК „Емас“, София (2013), прев. Стела Джелепова
- Sorta Like a Rockstar (2010)
- Boy21 (2012)
- Forgive Me, Leonard Peacock (2013)
- The Good Luck of Right Now (2014)
Добрият късмет на момента, изд.: ИК „Емас“, София (2016), прев. Евелина Пенева
- Love May Fail (2015)

### Екранизации
- 2012 Наръчник на оптимиста, Silver Linings Playbook